# Сім'я Кардаш'янів

Сім'я Кардаш'ян, також згадується як сім'я Кардаш'ян-Дженнер — американська сім'я, відома у сфері розваг, реаліті-шоу, моди та бізнесу. Роберт Кардаш'ян-старший спочатку привернув увагу тим, що був адвокатом О. Джей Сімпсона у справі про вбивство Орентала Джея Сімпсона, але саме секс-відео Кім зі співаком Реєм Джей («Суперзірка Кім Кардаш'ян», 2002 року) перетворило їхню сім'ю в реаліті-шоу та бізнес-імперію. Відтоді Glamour називає їх «найвідомішою сім'єю Америки», Insider «одною з найвпливовіших сімейних „династій“ у світі», а Vogue — найвпливовішими особами 2010-х. Ян Гальперін написав книгу: «Династія Кардаш'ян: Контроверсійне зростання американської королівської родини».

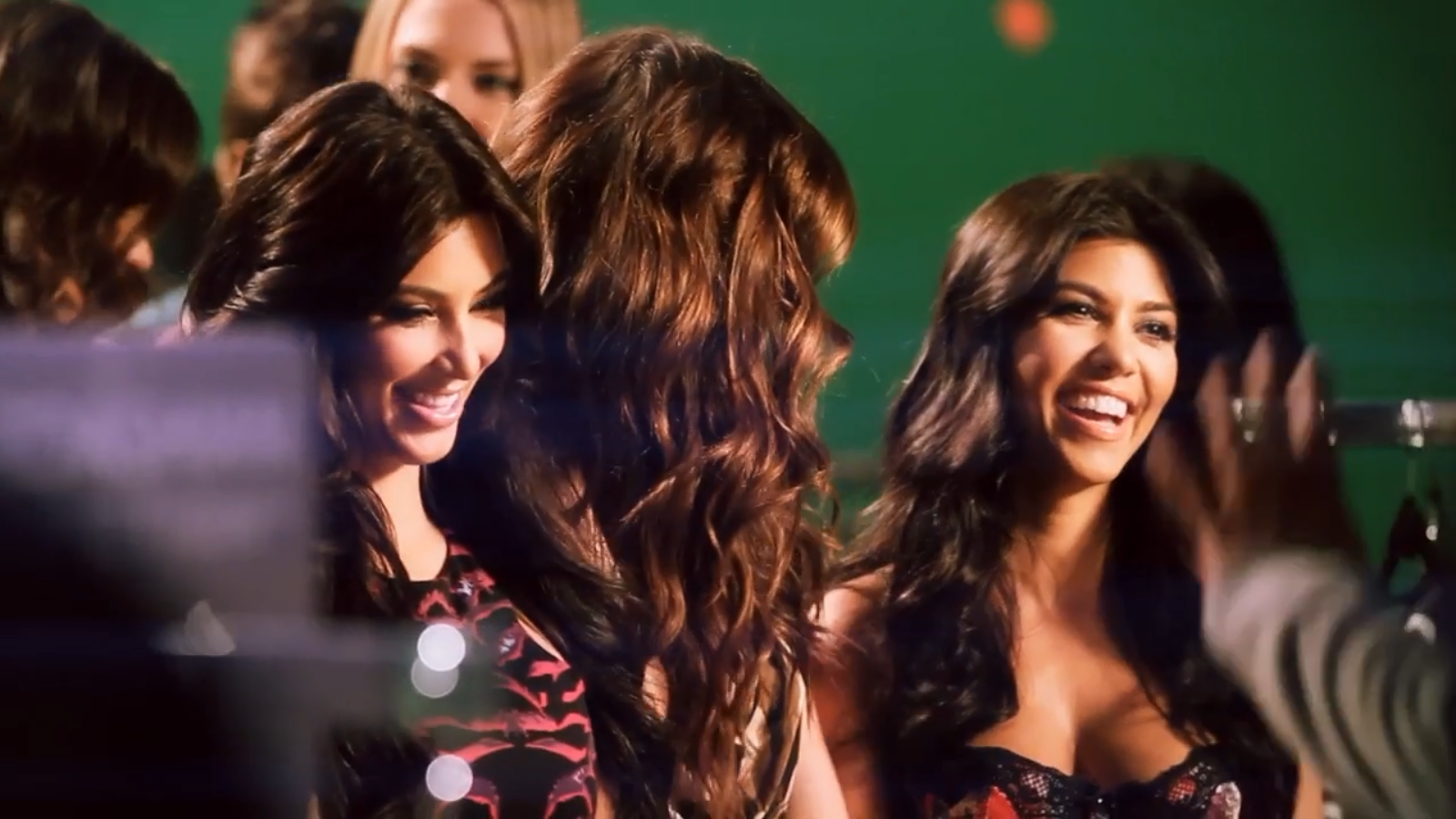
Кардаш'яни

Найбільш відомі своєю участю в телевізійних реаліті-шоу, найтривалішим серед них було «Сімейство Кардаш'ян» (2007—2021). А також спінофи "Kourtney and Kim Take Miami» і Kourtney and Khloé Take Miami(2009—2013); Kourtney and Khloé Take Miami (2009—2013); Kourtney and Kim Take New York (2011—2012); Khloé & Lamar (2013); Kourtney and Kim Take Miami (2014—2015); Kourtney and Khloé Take The Hamptons (2014—2015); Dash Dolls (2015) and Life of Kylie (2017).

## Родина
Роберт Кардаш'ян — син Гелен та Артура Кардаш'яна. Усі четверо його дідусів і бабусь були вірменами, які емігрували з Російської імперії до США на початку ХХ століття, походячи з міст Каракале та Ерзурум на території сучасної Туреччини. Сім'я покинула Російську імперію ще до початку геноциду вірменів у 1915 році.
Започаткували її Роберт Кардаш'ян і Кріс Дженнер з їхніми дітьми — Кортні, Кім, Хлої та Робом, а також онуками. Після розлучення Роберта і Кріс в 1991 році Кріс одружилася з Брюсом Дженнером, з яким народила двох дочок: Кендалл і Кайлі. До стосунків з Кріс Брюс був одружений з Ліндою Томпсон, вони мали двох дітей — Брендона та Броуді Дженнер. Таким чином зведені брат і сестри є частиною великого сімейства.
Кортні зустрічалася з американським підприємцем Скоттом Дісіком, у них троє дітей: Мезона, Пенелопа та Рейн. У 2021 році вона заручилася з Тревісом Баркером. Кім була одружена з американським репером і продюсером Каньє Вестом, мають четверо дітей: Норз, Сейнт, Чикаго, Салм. Хлоя зустрічалася з канадським баскетболістом Трістаном Томпсоном, вони мають спільну доньку Тру. Роб зустрічався з американською реперкою і моделлю Blac Chyna, мають єдину доньку Дрім. Кайлі перебувала в стосунках з американським репером і співаком Тревісом Скоттом, у них двоє дітей — Стормі і Вулф, зараз заручена з актором Тімоті Шаламе

## Відгуки
Сім'я та ЗМІ віддають Кім заслугу в тому, що вона допомогла почати їхні кар'єри. Сім'ю критикували за те, що вони знамениті тим, що знамениті. Наприкінці травня 2020 року Forbes оприлюднив розслідування щодо фінансів Кайлі, стверджуючи, що вона невірно представила свій статус мільярдерки. Письменники Чейз Пітерсон-Віторн і Медлін Берґ заявили: «…від сім'ї, яка вдосконалила, а потім монетизувала концепт „знамениті тим, що знамениті“ — слід очікувати білої брехні, упущень і відвертих вигадок». 
Пізніше того ж року у жовтні Кім, Кайлі та Кріс увійшли до списку «Найбагатших жінок, які досягли цього власними силами» за версією Forbes, при цьому Кайлі стала наймолодшою жінкою в історії у віці 23 років зі статками 700 мільйонами доларів. У квітні наступного року Кім була визнана Forbes мільярдеркою. Пізніше того ж року Кім і Кайлі були представлені в щорічному журналі Forbes «Найбагатші жінки Америки, які досягли всього власними силами», залишаючи Кріс. Кім зайняла 24 місце зі статком 1,2 мільярда доларів, тоді як Кайлі — 51 з 620 мільйонами доларів. Навіть з огляду на головне шоу «Сімейство Кардаш'ян», дехто каже, що у сім'ї "немає справжніх навичок, окрім того, як «бути знаменитими». 
Vogue стверджував, що Кардаш'ян «…довели, що, хоча вони були „відомі тим, що були відомі“ у 2000-х, та у 2010-х вони стали культурною силою, з якою слід рахуватися». 2 вересня 2010 року їм дали ключі від Беверлі-Гіллз, спеціально оформлені відповідно до поштового індексу 90210.